# إي نانو (معبد)
إي- نانو (وتعني معبد الخمسين (إي تعني معبد)) وهو معبد مكرس لعبادة الإله نين جيرسو حامي لجش. بناه الملك كوديا ملك لجش في منتصف القرن الثاني والعشرين قبل الميلاد. وقصة بناء هذا المعبد مفصلة على أسطوانات كوديا.
وهو غير معبد الإهة إنانا الموجود في الوركاء والذي بناه الملك أور نمو.

## معرض الصور

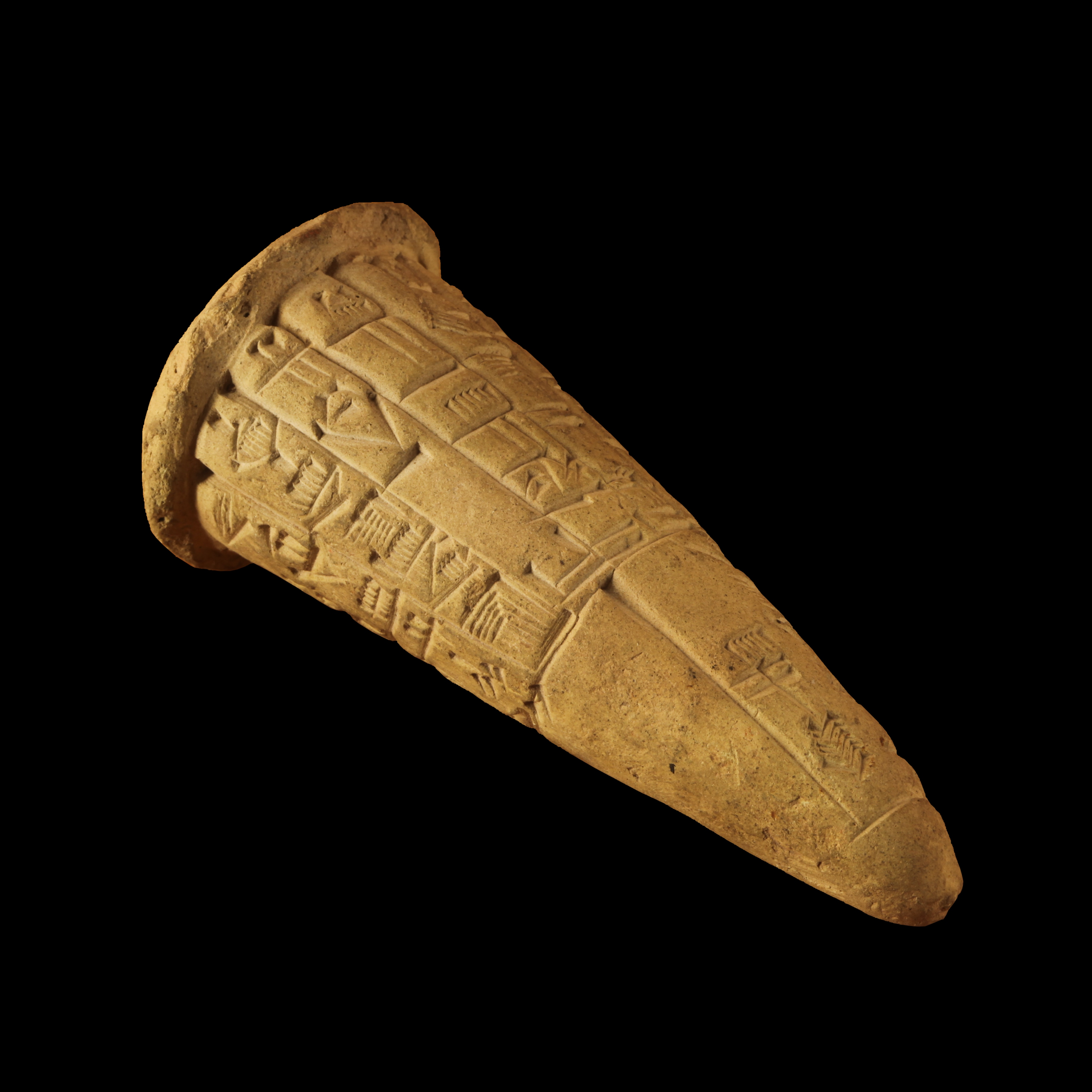
قاعدة مسمار استخدمها الملك كوديا لبناء معبده. متحف الفنون الجميلة في ليون
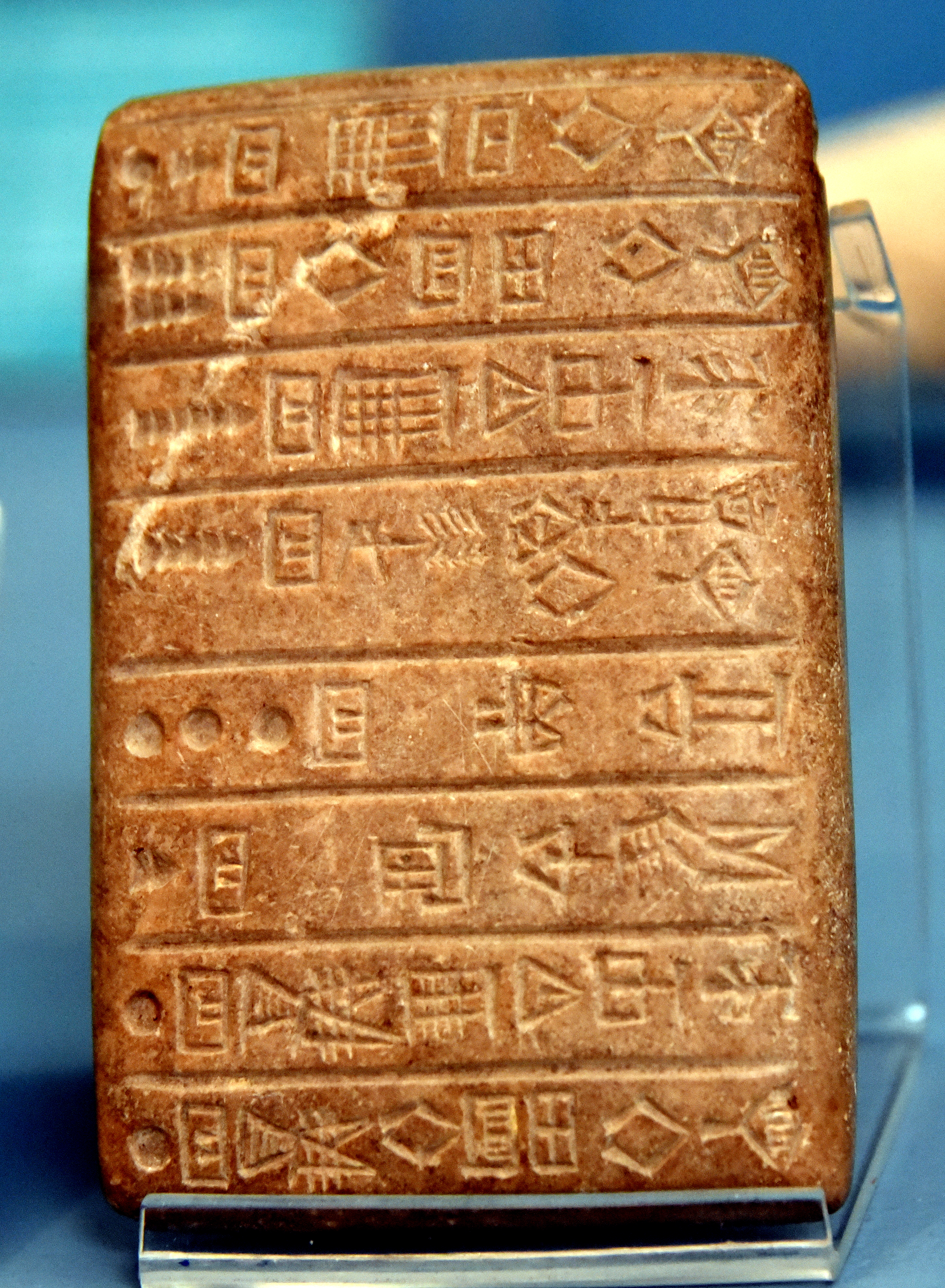
لوحة حجرية. تظهر الملابس التي يجب ارتداؤها المخصصة لمعبد إي نينو من قبل الملك الأكادي ريموش. القرن 23 قبل الميلاد. من نيبور ، العراق. متحف الشرق القديم ، اسطنبول